# José Enrique Ruiz-Domènec
José Enrique Ruiz-Domènec (Granada, 7 d'abril de 1948) és un historiador espanyol, especialista en l'edat mitjana, la cultura europea i l'herència mediterrània.

## Vida
Va néixer el 1948 a Granada, on va estudiar batxillerat i els primers anys d'universitat. Se'n va anar a viure a Barcelona el 1968, un any després va obtenir una plaça de professor en la recentment fundada Universitat Autònoma de Barcelona, on es va doctorar el 1973. Va ser professor adjunt per oposició amb el número u el 1979, el 1986 va ser nomenat director de l'Institut d'Estudis Medievals i editor de la revista Medievalia. El 1994 va obtenir per oposició la càtedra d'Història Medieval d'Europa. El 1996 va entrar a formar part de l'Acadèmia de Bones Lletres de Barcelona, i el 2001 de la Reial Acadèmia de Doctors de Catalunya.
Ha estat professor visitant a les universitats de Gènova i Poitiers. Ha impartit cursos de doctorat a l'Institut Europeu d'Estudis Humanístics de Florència. És membre del comitè científic de «Festival Storia» de Torí i membre permanent del jurat internacional del premi “Finale Ligure” d'història. El 2006 va rebre el premi Ciutat de Barcelona, en la modalitat d'assaig, pel seu llibre El Reto del historiador. És el representant espanyol dins de la comissió de 27 historiadors pels 27 països d'Europa. En 2011 ha estat nomenat professor convidat de l'Ecole des Hautes Etudes de París, per al curs 2011-2012.

## Trajectòria intel·lectual
Es dedica a l'estudi de l'edat mitjana europea, el 1969 coneix a Geo Pistarino i Gabriella Airaldi, amb els quals mantindrà una llarga relació en els anys següents; el 1977 entra en contacte amb Georges Duby, que el convida al seu seminari del Collège de France i li prologa un dels seus primers llibres. Amb ell mantindrà una estreta relació epistolar i personal en els anys següents.
El 1979 es va pronunciar a favor de l'adopció a Espanya dels mètodes i objectius de la Nouvelle Histoire, en un seminari impartit a la seva universitat amb el títol El juego del amor como representación del mundo en Andrés el Capellán, que va ser vivament elogiada per la revista Annales. Es justifica aquest fet, ja que Ruiz-Domènec mantenia estrets contactes amb la historiografia de París a través de Duby, a diferència dels seus col·legues historiadors, més propensos a mantenir els mètodes d'anàlisi procedents del marxisme britànic.
Va treballar sobre el parentiu, la sexualitat, els ideals cavallerescs i el món de les dones durant la dècada de 1980 i va col·laborar amb la modernització de l'ensenyament de la història a la seva universitat, donant lloc a una sèrie de joves professors, en l'actualitat catedràtics, que han renovat els estudis sobre la disciplina. El 1992 posa fi a aquest període amb la publicació d'una obra de síntesi, que coincideix amb el naixement de la seva única filla Andrea. A partir de llavors s'obre als mitjans de comunicació col·laborant assíduament en els suplements culturals de La Vanguardia de Barcelona i El País Semanal. Més tard acceptarà encàrrecs relacionats amb la producció i adaptació de documentals per a la televisió.
Ha escrit extensament sobre una gran varietat de temes. Com a historiador social s'ha centrat en l'anàlisi de la "memòria dels feudals i de la cavalleria". En tots dos temes veu la força impulsora de la tendència predominant cap a la construcció d'una primera modernitat en el segle xii, fonament de moltes tradicions que seran elaborades més tard. Un altre tema recurrent en la seva obra ha estat el del món de les dones, un fenomen que ha intentat situar en el terreny del context social i històric rellevant, en enfrontar-se amb la visió tradicional de considerar-ho com una simple expressió de gènere.
Un dels seus interessos més destacats és l'herència mediterrània. El seu treball és un estudi de com es va construir en el context de la història d'Europa, de la qual argumenta que aquesta herència és el suport de moltes interpretacions modernes i contemporànies.
Al marge de la seva obra de recerca històrica, ha investigat a fons l'escriptura de la història i té diversos llibres sobre aquest tema i nombrosos assajos publicats en periòdics i revistes. Ha publicat la seva visió d'Espanya a España, una nueva historia, dins una llarga trajectòria que ha donat lloc a importants llibres en castellà, italià i català. El 2018 va publicar Una història de rebel·lia (777-2017), Informe sobre Catalunya una revisió en clau actual, cosmopolita i espanyolista del fet català des d'una perspectiva històrica, publicada en català i castellà.

## Publicacions
- La Memoria de los feudales amb pròleg de Georges Duby; (Argot, 1984; 1997, Guida, 1992).
- La caballería o la imagen cortesana del mundo (Génova, Istituto de Medievistica, 1984)
- La mujer que mira (Quaderns Crema, 1986; Sirmio, 1987);
- Boucicaut, governador de Génova. (Genva, Civico Istituto Colombiano, 1989)
- Set dones per a Tirant (Columna, 1991; Ajuntament de València, 1998)
- La novela y el espíritu de la caballería (Mondadori, 1992, 2000).
- Observando la modernidad desde la Edad Media (Alfons el Magnanim, 1996);
- La identitat de Guilhem de Peitieu (Columna, 1999)
- El despertar de las mujeres (Península/Atalaya, 1998 i 1999);
- Rostros de la Historia (Península/Atalaya 1999);
- Lecturas para un nuevo milenio (Península/Ficciones) 2001;
- Ricard Guillem, el sogno de Barcellona (Athena, 2000; Ed62, 2002);
- El Gran Capitán. (Península/Atalaya 2002; Atalaya, 2007; Einaudi, 2008);
- La ambición del amor. Historia del matrimonio (Aguilar, 2003).
- Palestina, pasos perdidos (Destino, 2004);
- El Mediterráneo (Península/Atalaya, 2004);
- Leonardo da Vinci o el misterio de la belleza (Península/Atalaya, 2006).
- Isabel la Católica o el yugo del poder. (Península/Atalaya, 2004);
- Del Tirant al Quixot: més que un revival cavalleresc (Institució de les Lletres Catalanes 2005)
- El Reto del historiador"' (Península/Atalaya 2006).
- Quan els vescomtes de Barcelona eren Arxivat 2014-12-20 a Wayback Machine. (Fundació Noguera, 2006);
- Cautivos de la fama (Península/Atalaya, 2006)
- Mi Cid (Península/Atalaya 2007).
- Atardeceres Rojos. Cuatro vidas entre el Islam y la cristiandad (Ariel, 2007).
- España, una nueva historia. (Gredos, 2009).
- Europa, las claves de su historia. (RBA, 2010)
- Catalunya, España. Encuentros y desencuentros. Barcelona, Librosdevanguardia, 2011. Versió catalana: Catalunya, Espanya. Acords i desacords. Barcelona, La Magrana, 2011.
- Personajes intempestivos de la historia. Madrid, Gredos, 2011.
- Entre historias de la Edad Media. Granada, universidad de Granada, 2011.
- Informe sobre Catalunya. Una història de rebel·lia (777-2017), Barcelona, Rosa dels Vents (edició catalana) i Taurus (edició espanyola), 2018.

## Publicacions (en col·laboració)
- Álbum para Guillermo el Mariscal de Georges Duby (Alianza, Biblioteca 30 Aniversario, 1997) con M.A. Ladero Quesada.
- Storici arabi delle Crociate. (Einaudi, 2002) con F. Gabrielli
- Isabel de Requesens: retrat d'una dama, amb Michael P. Fritz (Real Academia de Buenas Letras de Barcelona 2004).
- Viaje a la Historia. España en tres mil años, amb fotografies de José Manuel Navia. (Barcelona, Lunwerg, 2005).
- Jaime I, Rey y Caballero. Catàleg de l'exposició. (Valencia, Generalidad Valenciana, 2009).